# Zbigniew Nęcki
Zbigniew Nęcki (ur. 26 lutego 1946 w Namysłowie) – polski psycholog społeczny, profesor nauk humanistycznych, nauczyciel akademicki, mediator i ekspert w dziedzinie negocjacji, założyciel i wieloletni kierownik Katedry Negocjacji na Wydziale Zarządzania i Komunikacji Społecznej Uniwersytetu Jagiellońskiego. Do 30 września 2020 roku Dziekan Wydziału Psychologii, Pedagogiki i Nauk Humanistycznych Krakowskiej Akademii im. Andrzeja Frycza Modrzewskiego.

## Działalność naukowa
Od 1968 pracuje na Uniwersytecie Jagiellońskim. W latach 1973–1997 kierował Zakładem Psychologii Społecznej Instytutu Psychologii UJ. W latach 1981–1984 był dyrektorem Instytutu Psychologii UJ. W latach 1999–2008 sprawował funkcję dyrektora Instytutu Ekonomii i Zarządzania. Od 1997 jest kierownikiem Katedry Negocjacji UJ, a od 2005 także kierownikiem studiów podyplomowych Public Relations na UJ. W latach 1993–1995 pełnił funkcję pełnomocnika rektora ds. Uniwersytetu Otwartego UJ.
Spędził kilka lat w zagranicznych ośrodkach naukowych, m.in. w USA, Meksyku, Finlandii, Szwajcarii, Indiach, Nepalu, Wielkiej Brytanii i we Włoszech, gdzie prowadził badania i wykłady na temat m.in. negocjacji, komunikacji międzyludzkiej, atrakcyjności wzajemnej, stereotypów i uprzedzeń etnicznych. Jest autorem 9 książek i ponad 190 artykułów naukowych z zakresu psychologii klinicznej, społecznej, ekonomicznej i organizacyjnej, a także wielu programów treningowych dla menedżerów. Wypromował 15 doktorów i kilkuset magistrów. Występuje jako ekspert w audycjach radiowych i programach telewizyjnych.
Jest członkiem rad naukowych instytucji towarzystw badawczych i rad redakcyjnych czasopism psychologicznych, m.in.:
- Komisji UNESCO Man and Biosphere
- Komisji Prasoznawczej PAN
- Komisji Psychologii PAN
- Polskiego Towarzystwa Psychoterapii Gestalt
- Rady Redakcyjnej czasopisma Komunikacja Społeczna w Edukacji (przewodniczący)
- Rady Naukowej Instytutu Polityki Ochrony Zdrowia przy Uniwersytecie Medycznym w Łodzi

Poza Uniwersytetem Jagiellońskim wykładał m.in. w Szkole Głównej Handlowej w Warszawie, Wyższej Szkole Finansów i Zarządzania w Warszawie, Wyższej Szkole Bezpieczeństwa w Gliwicach i na Uniwersytecie SWPS w Katowicach oraz Akademii Nauk Stosowanych Towarzystwa Wiedzy Powszechnej w Szczecinie.

### Wybrane obszary badań
- negocjacje biznesowe
- negocjacje publiczne
- relacje międzyludzkie
- atrakcyjność wzajemna
- osobowość menadżera
- efektywność szkoleń dla grup kierowniczych
- psychologia managementu
- procesy społeczne
- komunikowanie interpersonalne i masowe
- zarządzanie i negocjacje w środowiskach biznesu

## Szkolenia
Od 1991 zajmuje się prowadzeniem szkoleń w zakresie zarządzania zespołami ludzkimi, negocjacji, komunikacji interpersonalnej i doskonalenia zdolności interpersonalnych. Szkolił pracowników około 300 firm i organizacji takich jak banki, kopalnie, stowarzyszenia kupieckie, instytucje oświatowe, urzędy miejskie i wojewódzkie, ośrodki usługowe, wydawnictwa prasowe, instytucje średniego i wielkiego przemysłu.

## Negocjacje
Uczestniczył jako ekspert w wielu negocjacjach publicznych. Negocjował m.in. w sprawie:
- budowy spopielarni zwłok w Krakowie
- budowy Ośrodka Termicznego Przetwarzania Odpadów w Krakowie
- konfliktu w szpitalu św. Anny w Miechowie
- budowy publicznych parkingów podziemnych w Krakowie
- i wielu innych sytuacjach o charakterze konfliktu interesów między grupami społecznymi

Prowadził liczne wykłady i szkolenia na temat negocjacji w Stanach Zjednoczonych, Indiach, Meksyku, Tajlandii i wielu krajach Europy. W dziedzinie negocjacji jest jednym z najbardziej cenionych i doświadczonych ekspertów w Polsce.

## Publikacje książkowe
- Psychologiczne uwarunkowania wzajemnej atrakcyjności, Wrocław 1975.
- Psychologiczna analiza przebiegu studiów wyższych, Warszawa 1977. Współautor: Maria Susułowska.
- Kolejność informacji a kształtowanie i zmiana postaw, Kraków 1979.
- Komunikowanie skuteczne?, Kraków 1983. Współautor: Jerzy Mikułowski Pomorski.
- Komunikowanie interpersonalne, Wrocław 1992.
- Atrakcyjność wzajemna, Kraków 1996.
- Komunikacja międzyludzka, Kraków 2000. Kolejne wydania: 2006.
- Negocjacje w biznesie, Kraków 2000. Kolejne wydania: 2004, 2006, 2011.
- Negocjacje w Unii Europejskiej – przewodnik dla przedsiębiorców, Kraków 2001. Współautorzy: J. Rosiński, L. Górniak.